# Оттава Сенаторс (1883—1934)
Оттава Сенаторс (англ. Ottawa Senators, укр. Сенатори Оттави, офіційно хокейний Куб Оттава) — колишній аматорський, пізніше професіональний чоловічий хокейний клуб, який базувався в Оттаві з 1883 по 1954 роки та був членом Національної хокейної ліги протягом 17 сезонів з 1917 по 1934 роки. Клуб мав чимало різних назв, серед яких Дженералс (англ. Generals, укр. Головні) у 1890-х роках, Сільвер Севен (англ. Silver Seven, укр. Срібна Сімка) у 1903—1907 роках, та Сенаторс (англ. Senators, укр. Сенатори), який датовано 1901 роком.
Визнані істориками хокею як одна з найкращих команд перших років гри, особливо в періоді з 1903 по 1927 роки. ХК Оттава грав перший сезон саме тоді, коли було впроваджено Кубок Стенлі (1893 рік). Згідно з Хокейною Залою слави Оттава вигравала Кубок Стенлі 11 разів, включаючи розгроми претендентів, оскільки Кубок був єдиним трофеєм змагань. Оттава такаж виграла два розіграші Кубку Стенлі у 1910, і вважаються одинадцятиразовими переможцями Кубку Стенлі НХЛ. У 1950 році спортивні автори Канади визнати ХК Оттава найкращою командою країни у першій половині 20 сторіччя.

## Відомі гравці
- Клінт Бенедікт
- Панч Броадбент
- Арт Ганьє
- Сі Деннені
- Алек Коннелл
- Альбер Ледюк
- Лайонел Хітчмен
- Дес Рош
- Ерл Рош
- Білл Тухі
- Френк Фінніган
- Лео Буржо
- Едвін Гормен

## Закріплені номери
- #8 Френк Фінніган